# 六旗
六旗或六旗樂園是世界上最大的主题樂园连锁品牌，总部设于德克萨斯州大草原城，在纽约市曼哈顿中城设有办事处。六旗樂園管理着18家主题公园和水上乐园。2018年驚悚恐怖電影《嚇地獄》曾在此地拍攝。

## 历史
六旗樂園的第一家主题公园——創立於1961年的六旗德州樂園（Six Flags Over Texas）——坐落于美国德克萨斯州，公园的名字来自于历史上飘扬在德克萨斯的六面旗（分别代表西班牙、法国、墨西哥、德克萨斯共和国、美利坚合众国與美利坚联盟国）。2009年，受金融海嘯衝擊，六旗樂園因不堪負荷達34億美元的負債而申請破產保護，2010年5月3日成功完成重组。
2023年11月，六旗樂園宣布与雪松会进行合并，合并后的公司名称为六旗，但会以雪松会的股票代码FUN进行公开交易。新公司於2024年7月2日正式成立。

## 旗下設施
雖然在過去六旗曾擁有過多個位於歐洲的主題樂園，但在經過業務重整售出了多個關係企業之後，六旗旗下所有的樂園都集中在北美洲。除了少數位於加拿大與墨西哥等鄰國的園區外，絕大多數的六旗樂園皆位於美國境內。
主題樂園
- 六旗美國（Six Flags America，馬里蘭州米契維爾（英语：Mitchellville, Maryland））
- 大逃亡（英语：Great Escape (amusement park)）（Great Escape，紐約州昆斯伯里）
- 輪舞樂園（英语：La Ronde (amusement park)）（La Ronde，加拿大魁北克省蒙特婁）
- 六旗發現王國（Six Flags Discovery Kingdom，加州瓦列霍）
- 六旗德州慶典（Six Flags Fiesta Texas，德克萨斯州聖安東尼奧）
- 六旗大冒險（Six Flags Great Adventure，紐澤西捷克遜（英语：Jackson Township, New Jersey））
- 六旗大美國（Six Flags Great America，伊利諾州格尼）
- 六旗魔术山（Six Flags Magic Mountain，加州瓦倫西亞（英语：Valencia, California））
- 六旗墨西哥（英语：Six Flags México）（墨西哥墨西哥城）
- 六旗新英格蘭（Six Flags New England，麻薩諸塞州阿加萬）
- 六旗喬治亞（Six Flags Over Georgia，喬治亞州奧斯特）
- 六旗德州（Six Flags Over Texas，德州阿靈頓）
- 六旗聖路易（Six Flags St. Louis，密蘇里州尤里卡）

水上樂園
除了主題樂園外，六旗也經營許多水上樂園，這些樂園大部分是以「六旗颶風港」（Six Flags Hurricane Harbor）命名。部分水上樂園實際上是與主題樂園併設，且门票與主题公园的门票合併，遊客不需分別付費即可同時在兩個園區內遊玩。
- 與主題樂園併設者：
  - Six Flags Hurricane Harbor（位於六旗美國園內）
  - Six Flags Hurricane Harbor（位於六旗大美國園內）
  - Six Flags Hurricane Harbor（位於六旗新英格蘭園內）
  - Six Flags Hurricane Harbor（位於六旗喬治亞園內）
  - Six Flags Hurricane Harbor（位於六旗聖路易園內）
  - Splashwater Kingdom（濺水王國，位於大逃亡樂園（英语：Great Escape (amusement park)）園內）
  - White Water Bay（白水灣，位於六旗德州慶典園內）
- 單獨收費者：
  - Six Flags Hurricane Harbor（園區與六旗魔法山樂園相鄰接）
  - Six Flags Hurricane Harbor（園區與六旗德州相鄰接）
  - Six Flags Hurricane Harbor（園區與六旗大冒險相鄰接
  - 六旗白水（Six Flags White Water，喬治亞州瑪麗埃塔）：少數沒有與任何六旗主題樂園相鄰的水上樂園，與其最接近的樂園是15英里外的六旗喬治亞。
- 室內水上樂園：
  - White Water Bay（園區橫跨大逃亡樂園（英语：Great Escape (amusement park)））：是一個與大逃亡樂園及度假園區整合在一起的室內水上遊樂園。